# Jun Ji-hyun
Jun Ji-hyun (także Jeon Ji Hyeon), właściwie Wang Ji-hyun (왕지현) (ur. 30 października 1981 w Seulu) – południowokoreańska aktorka i modelka. W Stanach Zjednoczonych znana jest pod pseudonimem Gianna Jun. Znana głównie z głównej roli w komedii romantycznej My Sassy Girl.
Studiowała na wydziale filmu i teatru w Dongguk University w Seulu. Karierę modelki rozpoczęła w 1997, a po kilku epizodach w telewizyjnych sitcomach, w 1999 zagrała w pierwszym filmie pt. Biała walentynka (Hwaiteu ballenta-in – 화이트 발렌타인). W 2005 jako pierwsza Koreanka pojawiła się w magazynie Elle.

## Filmografia

### Film
| Rok  | Tytuł                          | Tytuł oryginalny                                                             | Rola                 |
| ---- | ------------------------------ | ---------------------------------------------------------------------------- | -------------------- |
| 1999 | Biała walentynka               | 화이트 발렌타인 MOCT: Hwaiteu ballenta-in                                    | Jeong-Min            |
| 2000 | Il Mare                        | 시월애 MOCT: Siworae                                                         | Kim Eun-Joo          |
| 2001 | My Sassy Girl                  | 엽기적인 그녀 MOCT: Yeopgijeogin geunyeo                                     | pijana dziewczyna    |
| 2003 | Stół dla czworga               | 4인용 식탁 MOCT: 4 Inyong shiktak                                            | Yeon                 |
| 2004 | Windstruck                     | 내 여자친구를 소개합니다 MOCT: Nae yeojachingureul sogae habnida             | Yeo Kyung-Jin        |
| 2006 | Daisy                          | 데이지 MOCT: Deiji                                                           | Hye-young            |
| 2008 | A Man who was Superman         | 슈퍼맨이었던 사나이 MOCT: Shupeomaenyieotdeon Sanai                          | Song Soo-Jung        |
| 2009 | Krew: Ostatni wampir           | ラスト・ブラッド (jap. Rasuto Buraddo) również jako: Blood: The Last Vampire | Saya                 |
| 2011 | Snow Flower and the Secret Fan | Snow Flower and the Secret Fan                                               | Sophia / Snow Flower |
| 2012 | The Thieves                    | 도둑들 MOCT: Dodookdeul                                                      | Yenicall             |
| 2013 | Agentura                       | 베를린 MOCT: Bereullin                                                       | Ryun Jung-Hee        |
| 2015 | Zabójstwo                      | 암살 MOCT: Amsal                                                             | An Ok-Yoon           |
| 2021 | Kingdom: Ashin of the North    | 왕국:북쪽의아신 MOCT: Wang-gug: Bugjjog-ui Asin                              | Ashin                |

### Telewizja
| Rok       | Tytuł                                                | Tytuł oryginalny                               | Rola                 | Uwagi                                                                         |
| --------- | ---------------------------------------------------- | ---------------------------------------------- | -------------------- | ----------------------------------------------------------------------------- |
| 1998      | Fascinate My Heart                                   | 내 마음을 뺏어봐 MOCT: Nae Maeumeul Ppaeteobwa | Ka-yeong             | SBS                                                                           |
| 1999      | Happy Together                                       | 해피 투게더 MOCT: Haepi Tugedeo                | Seo Eun-Joo          | SBS                                                                           |
| 2013-2014 | Przybyłeś z Gwiazd                                   | 별에서 온 그대 MOCT: Byeoreseo on geudae       | Cheon Song-Yi        | SBS Za rolę w tym serialu zdobyła tzw Wielką Nagrodę na Baeksang Arts w 2014. |
| 2016-2017 | Legend of the Blue Sea – Legenda o Błękitnym Oceanie | 푸른 바다의 전설                               | Se-hwa / Shim Cheong | SBS                                                                           |